# Temelji geopolitike: geopolitička budućnost Rusije
Temelji geopolitike: geopolitička budućnost Rusije, geopolitička je knjiga autora Aleksandra Dugina. Objavljivanje ove knjige 1997. godine, naišlo je na dobar prijem u ruskoj javnosti, a knjiga je značajno utjecala na ruske vojne, političke i diplomatske elite. Korištena je također kao udžbenik na Akademiji glavnog složera Ruske vojske. Moćne političke ličnosti unutar Rusije, kasnije su iskazale interes za ovog političkog analitičara, koji je izgradio bliske odnose s Ruskom akademijom Glavnog stožera, te koji zagovara ultranacionalističku i neo-fašističku ideologiju temeljenu na vlastitoj ideji euroazijstva.
Dugin za svoju glavnu inspiracije pripisuje zasluge generalu Nikolaju Klokotovu, suautoru knjige, s Akademije Glavnog stožera, iako sam Klokotov to poriče.

## Primjena
Klokotov je tvrdio da će knjiga u budućnosti postati: "moćni ideološki temelj za pripremu novog vojnog zapovjedništva". Prema Duginu, knjiga je postala udžbenik u brojnim ruskim obrazovnim institucijama. Genadij Seleznjov, nekadašnji predsjedavajući ruske Dume, čiji je Dugin bio geopolitički savjetnik, "tražio je da Duginova geopolitička doktrina postane obavezni dio školskog programa".

## Sadržaj
U Temeljima geopolitike, Dugin zagovara gubitak utjecaja Sjedinjenih Država i atlantizma na euroazijskom kopnu (Euroaziji), pri čemu Rusija ima izgraditi svoj utjecaj kroz aneksije i sklapanja političkih savezništva.
U knjizi je zapisano da: "bitka za globalnu vlast Rusa" nije gotova i Rusija ostaje "zborno područje nove antiburžoaske, antiameričke revolucije". Euroazijsko Carstvo, ima za biti stvoreno: "na osnovnim principima zajedničkog neprijatelja: odbacivanja atlantizma, strateške kontrole SAD-a, i odbijanja podčinjavanju liberalnim vrijednostima.".
Vojne operacije igraju minornu ulogu. Udžbenik zagovara sofisticirani program subverzija, destabilizacija i dezinformacija predvođen ruskim specijalnim službama, što treba podupirati kroz snažnu uporabu ruskog plina i nafte, kako bi se napravio pritisak na druge države.
U knjizi je zapisano da je: "maksimalni zadatak (u budućnosti) "finlandizacija" cijele Europe.

## Postavke iznesene u knjizi

### Europa
- Njemačkoj se treba dati politička dominacija nad većim dijelom katoličkih i protestantskih država u srednjoj i istočnoj Europi. Kalinjingradsku oblast treba vratiti Njemačkoj. U knjizi se koristi pojam "Osovina Moskva-Berlin".
- Francusku treba potaknuti na stvaranje bloka s Njemačkom jer obje imaju "snažnu anti-atlantističku tradiciju".
- Ujedinjeno Kraljevstvo je opisano kao "tek eksteritorijalna plutajuća baza SAD-a", koju treba odrezati od ostatka Europe.
- Finsku treba ugurati nazad u Rusiju. Južni dio Finske treba pripojiti Karelijskoj oblasti a sjeverni dio Murmanskoj oblasti.
- Estoniju treba staviti u njemačku interesnu sferu.
- Litvi i Letoniji treba dati posebni status unutar "Euroazijsko-ruske sfere".
- Poljskoj treba dati poseban status u euroazijskoj sferi.
- Rumunjska, Sjeverna Makedonija, Srbija, "Srpska Bosna" i Grčka su "Pravoslavni kolektivistički Istok", koji će se ujediniti s "Moskvom – Trećim Rimom" i odbaciti "racionalno-individualistički Zapad".
- Ukrajinu treba anektirati Rusija jer "Ukrajina kao država nema geopolitičkog značenja, nema univerzalnog značenja, geografske posebnosti, etničke ekskluzivnosti, određene njene teritorijalne ambicije predstavljaju značajnu opasnost za cijelu Euroaziju i bez rješavanja ukrajinskog problema općenito je besmisleno raspravljati o kontinentalnoj politici." Ukrajini ne bi trebalo dozvoliti da ostane samostalna, osim kao kordon zona što bi bilo nedopustivo.

### Bliski istok i središnja Azija
- U knjizi se naglašava "kontinentalni rusko-islamski savez" u kojem je temelj "strategije anti-atlantizma". Savez se temelji na tradicionalnom "karakteru ruske i islamske civilizacije".
- Iran čini ključnog saveznika. U knjizi se koristi pojam "osovina Moskva-Teheran".
- Armenija igra posebnu ulogu – služit će kao "strateška baza", a nužno je stvoriti podružnicu, osovinu Moskva-Erevan-Teheran."Armenci su arijevski narod, kao i Iranci i Kurdi".
- Azerbajdžan se može raskomadati ili dati Iranu.
- Gruziju treba raskomadati. Abhazija i ("Ujedinjena Osetija", koju čini i gruzijska Južna Osetija), bit će pripojena Rusiji. Gruzijske suverene politike su neprihvatljive.
- Rusija treba stvoriti "geopolitičke šokove" unutar Turske, što se može učiniti kroz Kurde, Armence i druge manjine.
- U knjizi se Kavkaz i smatra ruskim teritorijem, uključujući istočne i sjeverne djelove Kaspijskog mora (dijelovi Kazastana i Turkmenistana) i središnja Azija (pri čemu se spominju Kazastan, Uzbekistan, Kirgistan i Tadžikistan.

### Istočna i jugoistočna Azija
- Kina, koja predstavlja opasnost za Rusiju "mora biti raskopana do najveće moguće mjere". Dugin predlaže da Rusija preuzme Tibet, Xinjang, unutarnju Mongoliju (bivšu japansku satelitsku državu Mandžuko) kordon zonu. Kao kompenzaciju, Rusija bi trebala Kini pomoći pri ovladavanju jugoistočnom Azijom: Indokinom (izuzev Vijetnama), Filipinima, Indoneziji i Australiji.
- Rusija bi trebala promijeniti Japan tako da mu preda Kurilske otoke i potakne antiamerikanizam unutar Japana.
- Mongoliju treba "progutati" Euroazija-Rusija.

Knjiga naglašava da Rusija mora širiti antiamerikanizam svugdje: "glavna žrtva će postati upravo SAD".

### U Sjedinjenim Državama
- Rusija bi trebala iskoristiti svoje obavještajne službe unutar SAD-a za poticanje nestabilnosti i separatizma, primjerice "provociranjem afro-američkih rasista". Rusija bi trebala poticati geopolitični nered unutar američkog društva, potičući sve vrste separatizma, etničkih, klasnih i rasnih tenzija, aktivno podupirući sve disidentske pokrete – ekstremiste, rasiste i sektaške grupe i tako destabilizirati unutarnji politički proces u SAD-u. Također bi valjalo aktivno podupirati izolacionističke tencencije u američkoj politici.

Euroazijski projekt može se proširiti prema Središnjoj i Južnoj Americi. 
Na naslovnici knjige nalazi se "zvijezda kaosa" što je simbol koji predstavlja magiju kaosa u modernim okultnim pokretima.